# 堀越亮介
堀越 亮祐（ほりこし りょうすけ、1984年5月11日 - ）は日本人空道家。山形県出身。国際空道連盟大道塾日進支部 所属。身長168cm体重70kg。大道塾山形支部 に入門し、稽古に励むがより武道漬 けの日々を求めて2007年、大道塾総本部の内弟子となり、2008年に体力別大会優勝(中量級)、さらに2011年には北斗旗無差別選手権大会にて超重量級王者のキーナン・マイクと対決し、圧倒的な体格の差を技術で埋め、加藤清尚以来となる中量級選手の無差別制覇という偉業を成し遂げた。

## 来歴
- 2008年 - 北斗旗 体力別選手権 中量級 優勝
- 2009年 - 空道第三回世界大会　中量級 ベスト4
- 2011年 - 北斗旗 無差別選手権 優勝
- 2013年 - 北斗旗 体力別選手権 中量級 準優勝
- 2014年 - 空道第三回世界大会　中量級 ベスト8